# Hester Lynch Piozzi
Hester Lynch Piozzi, nome assunto da Hester Lynch Salusbury dopo il secondo matrimonio col musicista italiano Gabriele Piozzi, ma nelle opere dei contemporanei ricordata anche col cognome del primo marito Henry Thrale, come Mrs Thrale (Bodvel Hall, 27 gennaio 1741 – Tremeirchion, 2 maggio 1821), è stata una scrittrice, mecenate, diarista e salottiera britannica.

## Biografia
Hester Lynch nacque a Bodvel Hall (Caernarvonshire, Galles) in una delle più importanti famiglie di proprietari terrieri del Galles. La situazione economica della sua famiglia divenne pessima dopo il fallimento del padre, John Salusbury, a causa di alcuni disastrosi investimenti effettuati ad Halifax, in Canada; Hester pertanto sposò contro la propria volontà Henry Thrale, un ricco fabbricante di birra (11 ottobre 1763), dal quale tuttavia ebbe dodici figli. Oltre ad aiutare il marito nell'azienda, Hester Lynch fu l'animatrice, nella residenza di campagna del marito a Streatham, una località nei pressi di Londra, di un eletto circolo di intellettuali (Joshua Reynolds, Oliver Goldsmith, David Garrick, Fanny Burney, Thomas Percy e Giuseppe Baretti), fra i quali ebbe spicco Samuel Johnson. Hester Lynch fu legata da sincera amicizia a Samuel Johnson, il quale a sua volta le dedicò due componimenti in versi. L'amicizia di Johnson, insieme alla considerazione sociale nell'Inghilterra del XVIII secolo, venne però meno allorché Hester, rimasta vedova di Henry Thrale (4 aprile 1781), sposò il cantante e compositore italiano Gabriele Maria Piozzi (1740 - 1809) di religione cattolica (23 luglio 1784).
L'attività letteraria di Hester Lynch si svolse dopo il matrimonio con Gabriele Piozzi, per cui tutte le opere vennero firmate col nome assunto col secondo matrimonio: "Hester Lynch Piozzi". Subito dopo il matrimonio i Piozzi si recarono in Italia dove si trattennero per un paio d'anni; e proprio durante la permanenza in Italia venne pubblicato Anecdotes of Samuel Johnson (1786). La coppia ritornò poi in Gran Bretagna ritirandosi infine a Brynbella, nel Galles settentrionale. Nelle lettere e nei diario di Hester Lynch non sono mai stati rilevati segni di pentimento per il matrimonio con Gabriele Piozzi; quest'ultimo, sofferente negli ultimi anni della sua vita di una dolorosa malattia, probabilmente di un cancro, fu assistito fino alla fine dalla moglie.

## Scritti

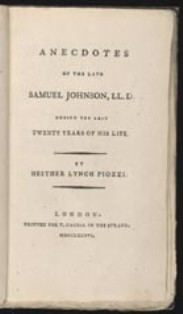
Frontespizio di Anecdotes of the Late Samuel Johnson

Hester Lynch viene ricordata soprattutto per due opere pubblicate dopo la morte di Johnson (13 dicembre 1784) e firmate "Hester Lynch Piozzi", ossia col nome assunto dopo il secondo matrimonio:
- Anecdotes of the Late Samuel Johnson (1786)[2] e
- Letters of Samuel Johnson (1788)[3].

Le due opere sono molto importanti in quanto contribuiscono a dare una interpretazione più equilibrata su Samuel Johnson, la cui personalità sarebbe nota altrimenti soltanto attraverso la biografia scritta dal Boswell. Postume sono apparse altre due opere:
- Autobiography, Letters and Literary Remains of Mrs. Piozzi, edited with notes and Introductory Account of her life and writings : una autobiografia in due volumi pubblicata nel 1861[1]
- Thraliana : il diario tenuto dal 1776 al 1809, pubblicato a partire dal 1913[5].

Fra gli altri scritti.
- British Synonymy; or An attempt at regulating the choice of words in famiar conversation, By Hester Lynch Piozzi. With additional notes by the Editors, Paris : published by Parsons and Galignani, 1804
- Observations and reflections made in the course of a journey through France, Italy, and Germany. By Hester Lynch Piozzi, Dublin : printed for H. Chamberlaine etc., 1789; edizione in lingua italiana: Osservazioni e riflessioni nate nel corso di un viaggio attraverso la Francia, l'Italia e la Germania ; introduzione e traduzione di Mirella Agorni, Firenze : Aletheia, 2001, ISBN 88-85368-28-X